# Demonax semiluctuosus
Demonax semiluctuosus là một loài bọ cánh cứng trong họ Cerambycidae.